# 横浜市三殿台考古館

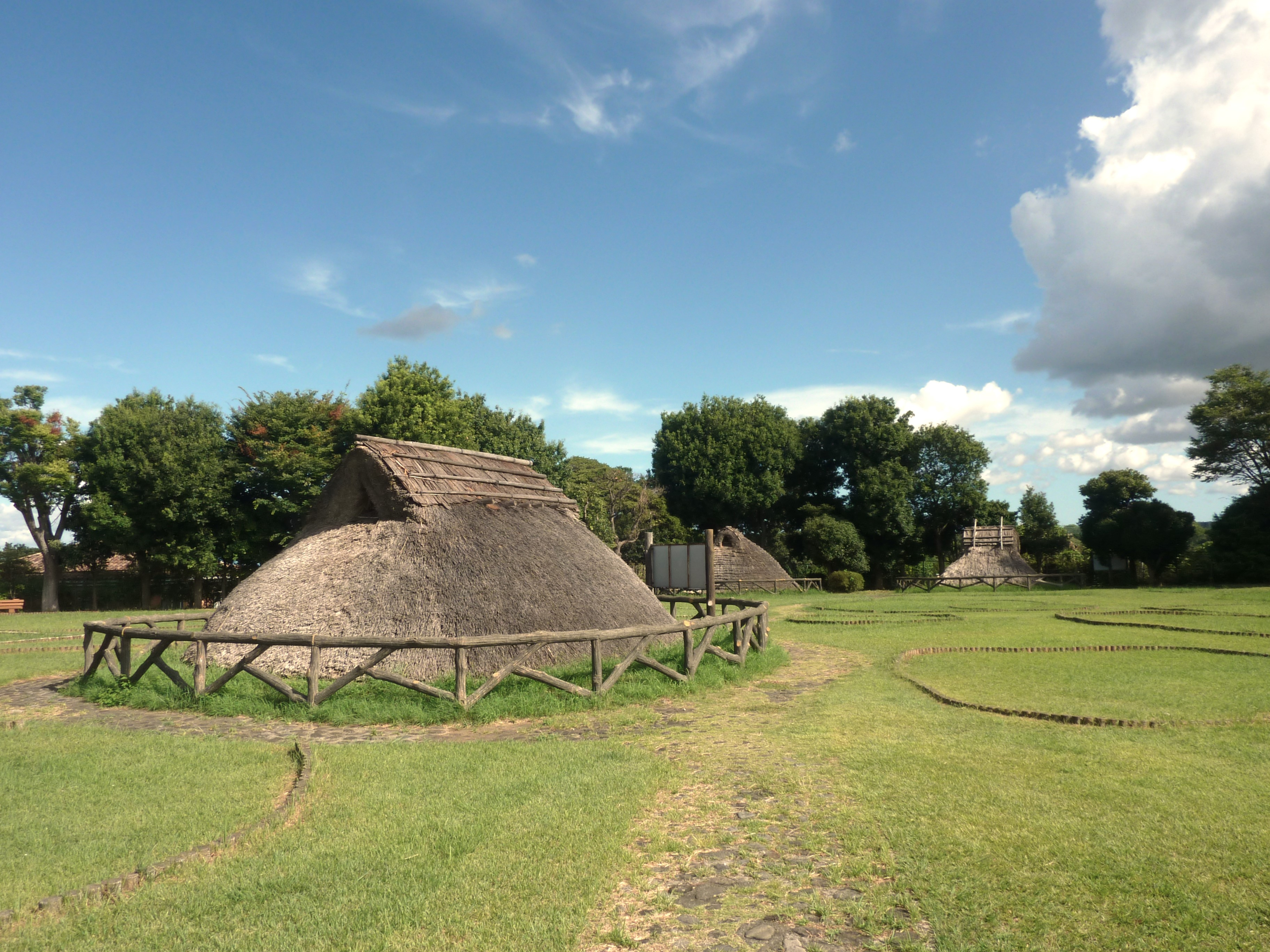
三殿台遺跡（復元竪穴建物）

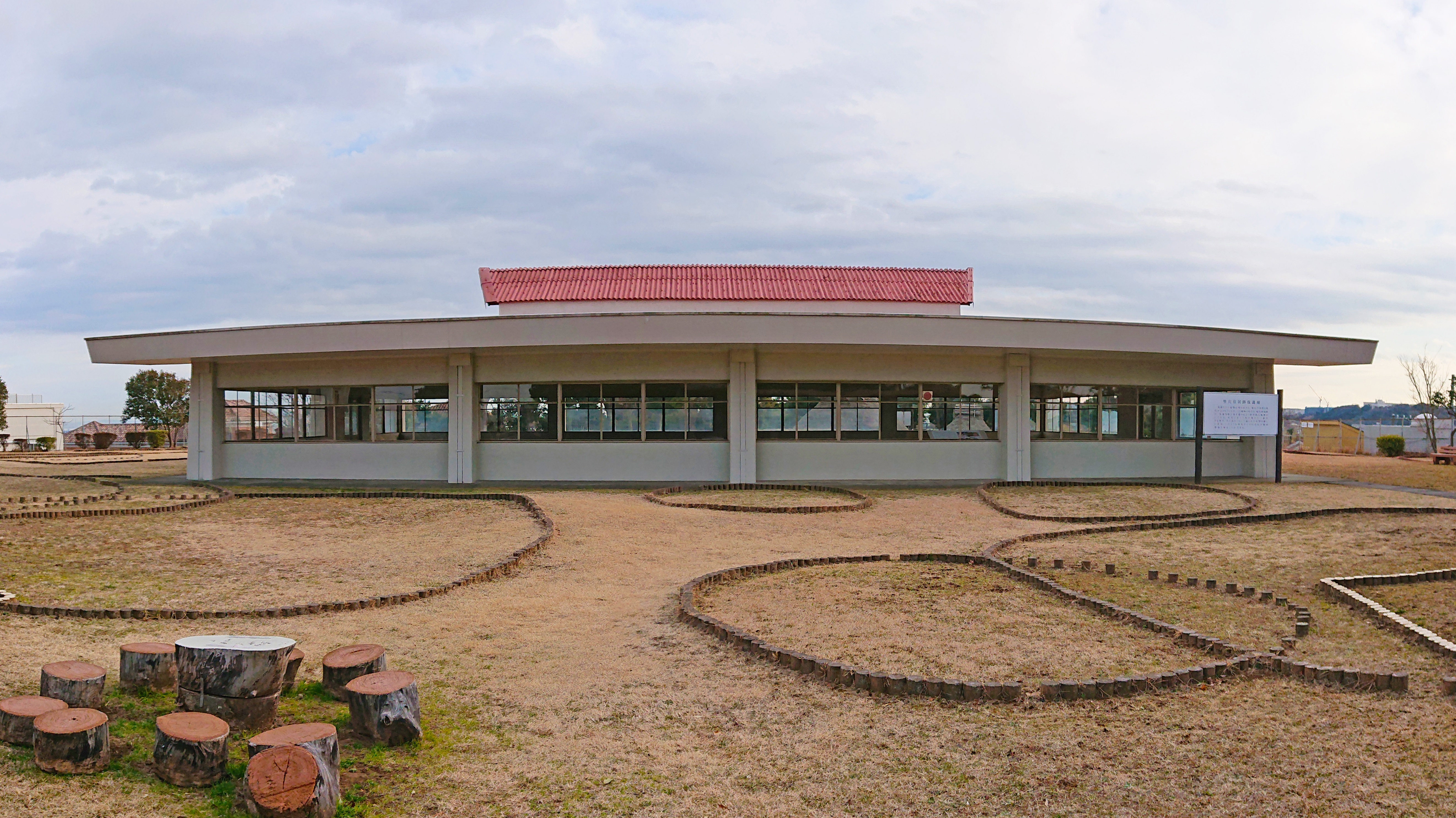
横浜市三殿台考古館・建物址保護棟。建物周囲に並ぶ杭列は竪穴建物跡の検出地点を示したもの。

横浜市三殿台考古館（よこはましさんとのだいこうこかん）は、神奈川県横浜市磯子区岡村にある考古学系歴史博物館。国の史跡・三殿台遺跡から出土した遺物や遺構を保存・展示し、古代横浜の歴史を紹介する。

## 概要
三殿台遺跡は、標高55メートルの台地最高所にあり、1961年（昭和36年）に隣接する学校の校地拡張予定地として台地を造成する計画がたてられた際、和島誠一により約10,000平方メートルの範囲が発掘調査され、縄文時代・弥生時代・古墳時代の3時代にわたる集落遺跡が発掘された。時代ごとの集落の変遷が捉えられる重要遺跡として保存が決定し1966年（昭和41年）に国の史跡に指定され、公園となり考古館が翌1967年（昭和42年）に開館した。2006年（平成18年）度より横浜市ふるさと歴史財団が指定管理者として運営を行っている。

## 施設
以下の施設がある。
- 展示室 - 遺跡の概要と出土品を展示。
- 建物址保護棟 - 竪穴建物の発掘状態を展示。
- 縄文時代復元建物
- 弥生時代復元建物
- 古墳時代復元建物
- 事務所棟

## イベント
出土遺物の常設展のほか、テーマを絞ったパネル展、勾玉作りや弓射ち体験、土器作り体験などのイベントを年間を通して開催している。

## オリジナルグッズ
オリジナル缶バッジやクリアファイルを販売している（横浜市埋蔵文化財センターでは通信販売）。
ゆずのアルバム『すみれ』付属ブックレットの写真に、本遺跡内で撮影されたものがあるためか、グッズに描かれた三殿台オリジナルキャラクターは楽器を奏でる弥生土器のペア（壺形土器と甕形土器）。

## 利用情報
- 入場料 - 無料
- 開館時間 - 9:00から17:00まで（10月から3月は16:00まで）
- 休館日 - 月曜日（祝日の場合は翌日）、12月28日～1月4日
- 駐車場 - 普通車5台、無料（道が狭くバスは進入不可能）
- 遺跡は常時出入り自由

## 交通
- 横浜市営地下鉄ブルーライン：弘明寺駅から市営バス219系統三殿台公園下車徒歩3分（ただし弘明寺駅からのバスは1時間に2本程度であり、駅からの徒歩では約20分[3]）
- 横浜市営地下鉄ブルーライン蒔田駅下車徒歩20分